# Josefskatedralen (Zanzibar)
 For alternative betydninger, se Josefskatedralen. (Se også artikler, som begynder med Josefskatedralen)
Josefskatedralen (engelsk: St. Joseph's Cathedral) er den romersk-katolske katedral, og én af de vigtigste historiske bygninger, i Stone Town på Zanzibar, såvel som én af øens største seværdigheder. Kirken benyttes jævnligt af det lokale katolske samfund, med adskillige messer hver søndag og lejlighedsvis på hverdage.
Kirkebygningen blev opført af franske missionærer mellem 1893 og 1898, og dens udformning er baseret på Marseille Katedral i Frankrig, blot i en væsentlig mindre størrelse. Kirkens arkitektoniske hovedtræk er dobbeltspiret, der er et de lettest genkendelige elementer i Stone Towns horisont, set fra højere beliggende steder såvel som fra havet.